# Labullula annulipes
Genre
Espèce
Synonymes
- Meioneta demissa Locket, 1968
- Labullula annulipes pallipes Locket, 1968

Labullula annulipes, unique représentant du genre Labullula, est une espèce d'araignées aranéomorphes de la famille des Linyphiidae.

## Distribution
Cette espèce se rencontre en Afrique centrale, en Angola et aux Comores.

## Publication originale
- Strand, 1913 : Arachnida. I. Wissenschaftliche Ergebnisse der Deutsche Zentral-Afrika Expedition 1907-1908. Leipzig, vol. 4, p. 325-474 (texte intégral).